# Oscar Maroni
Oscar Maroni Filho (Jundiaí, 27 de janeiro de 1951) é um empresário e psicólogo brasileiro. Ele é mais conhecido por ser dono do "Bahamas Night Club" (São Paulo), bem como por suas recorrentes polêmicas.
Atua nas áreas de entretenimento adulto, pecuária e hotelaria. É o editor das revistas Penthouse e Hustler, e promoter de "Showfight" (eventos de artes de combate)

## Histórico

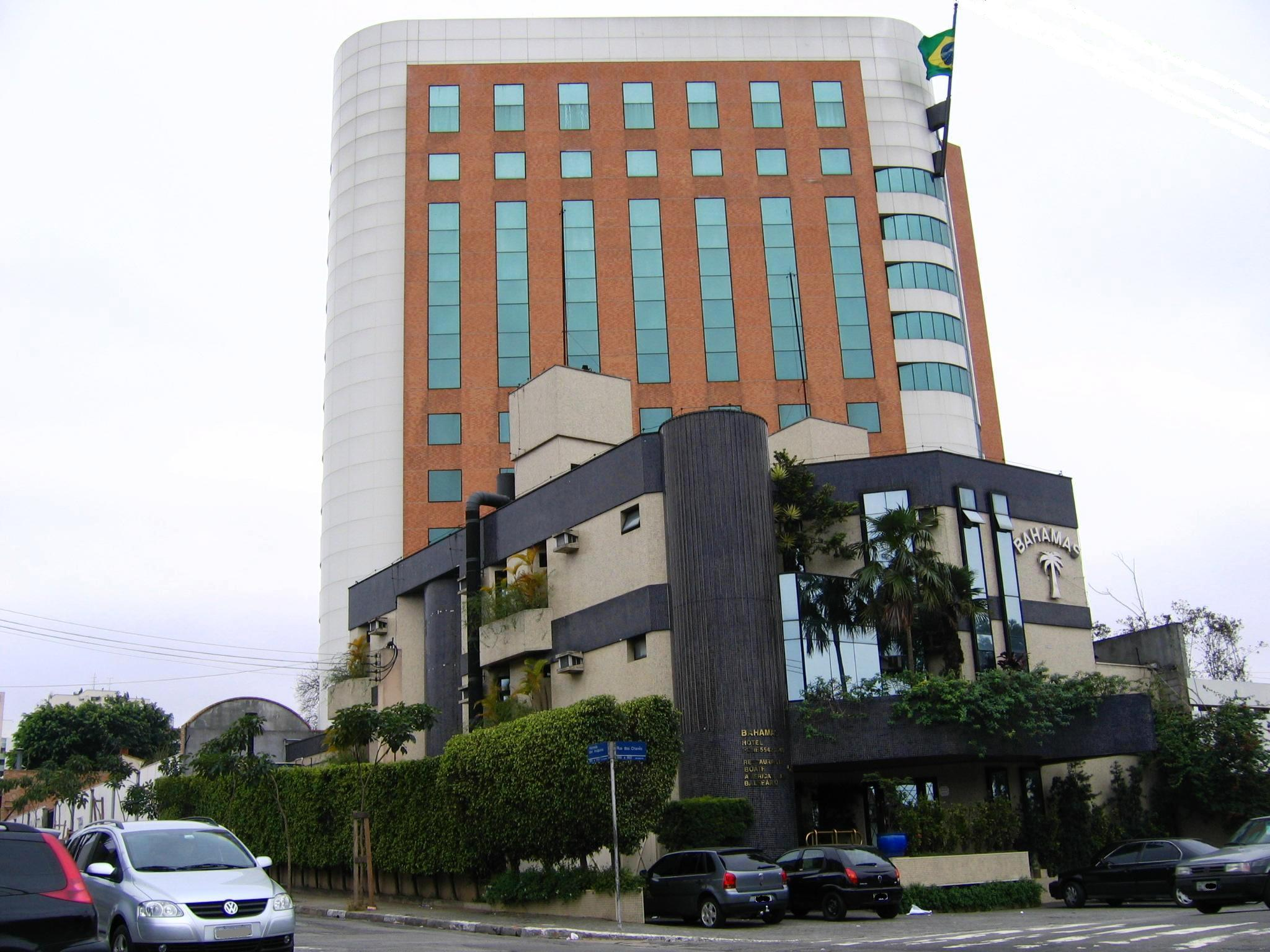
À frente, o Bahamas Hotel Club, centro de entretenimento para adultos. Logo atrás, o Oscar's Hotel, para executivos. Empresas distintas.

O Oscars World é composto por dois hotéis situados a menos de 600 metros do  Aeroporto de Congonhas: o "Bahamas Hotel Club", dedicado ao entretenimento para adultos, e o "Oscar's Hotel", que é totalmente independente do primeiro citado, sendo um hotel para executivos.
Possui uma fazenda em Araçatuba, dedicada à pecuária de corte, seleção de gado da raça nelore e seleção de cavalos quarto de milha. Promoter do Showfight, evento de luta, e do energético Showfight. Proprietário dos direitos de distribuição das revistas Hustler e Penthouse no Brasil.

## Carreira e perfil
Antes de se tornar um empresário no ramo de entretenimento para adultos em São Paulo, formou-se em psicologia e teve seu próprio consultório durante cinco anos.
Começou sua vida profissional em um trailer de lanches. Estudava à tarde e revezava com a sua namorada Marisa, a qual conheceu na faculdade e se tornaria sua futura esposa. Hoje estão separados; tiveram 4 filhos.
Oscar Maroni Filho é também conhecido pelo seu jeito extrovertido e falastrão. Maroni frequentemente aparecia em público com um animal de estimação nos braços: um cachorro da raça maltês chamado de Docinho.
Em 2008, foi candidato a vereador pelo município de São Paulo, em uma campanha polêmica para provocar o então prefeito Gilberto Kassab. Não foi eleito.
Em 2009, o jornalista paulistano Daniel Barbosa, escreveu o livro-reportagem: "Oscar: uma crônica maroniana", que aborda fatos da biografia do empresário.
No dia 14 de setembro de 2014, entrou para a sétima temporada do reality show A Fazenda, da Rede Record. E em 02 de outubro de 2014, foi o primeiro eliminado do programa.

## Bahamas Hotel Club
O empresário Oscar Maroni é proprietário do Bahamas Hotel Club, que fica localizado na Rua dos Chanés nº 571, Moema, São Paulo, Brasil. O Bahamas possui diversas opções de entretenimento para adultos.
O Bahamas foi interditado pela Prefeitura em 2007, sob a afirmação de que o estabelecimento não estava licenciado e que não tinha Certificado de Acessibilidade e Certificado de Manutenção do Sistema de Segurança. Acusado pelo Ministério Público de favorecimento e exploração da prostituição, formação de quadrilha e tráfico de pessoas, Maroni foi julgado em 2011 em primeira instância, e condenado a pena de 11 anos e 8 meses de prisão. Ele ficou preso entre 14 de agosto e 2 de outubro de 2007, mas saiu do Distrito Policial da Casa Verde graças a um habeas corpus, recorrendo em liberdade. 
Em junho de 2012, a Justiça de São Paulo negou liminar que permitiria a reabertura da boate. Mas no ano seguinte, a Justiça inocentou Maroni dos crimes ligados à prostituição. Os desembargadores do Tribunal de Justiça entenderam que, embora prostitutas frequentassem o Bahamas, ele não se caracterizava como casa de prostituição. O Bahamas foi reaberto em 16 de setembro de 2013, com licença para "hotel" e "serviços pessoais e estéticos".
Em 2017, foi absolvido pelo STJ, que manteve decisão firmada em 2013 pela 4ª câmara Criminal do TJ/SP.

## A polêmica do Oscar's Hotel

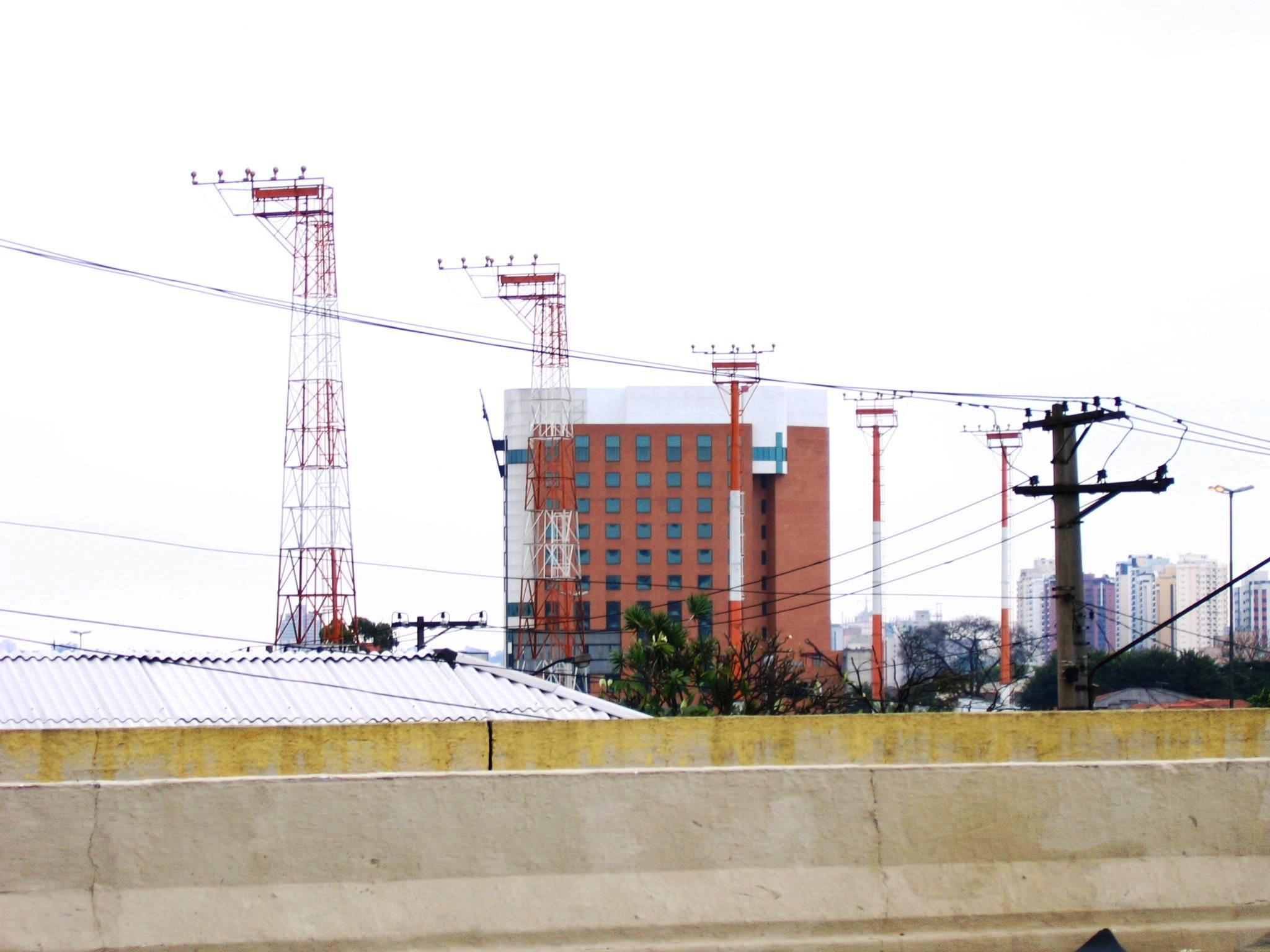
Imagem que mostra a proximidade da edificação junto aos sinalizadores do Aeroporto de Congonhas. O que ocorre é uma ilusão de ótica. O COMAR (Comando da Aeronáutica) ao analisar a localização do hotel e a proximidade do Aeroporto de Congonhas constata que não apresenta risco nem para o prédio, nem para os frequentadores ou ao aeroporto, e que a obra foi executada segundo o gabarito de altura da Aeronáutica.

Oscar Maroni construiu o Oscar´s Hotel de 11 andares, localizado na Rua dos Chanés nº 621, a 600 metros de uma das cabeceiras da pista do Aeroporto de Congonhas.
Após o acidente com o Voo TAM 3054, o até então prefeito da cidade de São Paulo Gilberto Kassab cassou o alvará de aprovação e construção do hotel, alegando que o hotel colocava em risco as aeronaves e reduzia o tamanho da pista. Maroni protestou durante a interdição do hotel, dizendo ser usado como "bode expiatório" e chamando a medida de Kassab de "eleitoreira".
O COMAR reanalisou a estrutura e localização, chegando a conclusão de que o Oscar´s Hotel estava dentro dos padrões exigidos no inicio da obra e não haveria porque demolir o prédio.

## Vida pessoal
É pai de uma filha e três filhos: Aritana, Aruã, Aratã e Acauã. Os nomes foram inspirados na telenovela Aritana, exibida pela Rede Tupi em 1978. "Aritana na novela era um personagem homem. Mas, na língua indígena, o nome significava ser guerreiro, ter poder. Eu usei para batizar minha primeira filha", contou Oscar Maroni.